# Paralichthyidae
Paralichthyidae är en familj av fiskar. Paralichthyidae ingår i ordningen plattfiskar (Pleuronectiformes). Enligt Catalogue of Life omfattar familjen Paralichthyidae 114 arter. Fishbase listar 111 arter i familjen.
Familjens arter förekommer huvudsakligen i havet över hela världen med undantag av polartrakterna. Några medlemmar kan besöka bräckt vatten och sötvatten. Hos vuxna exemplar ligger båda ögon på vänstra kroppssidan.
Det vetenskapliga namnet är bildat av de grekiska orden paralia (havskusten) och ichthys (fisk).
Släkten enligt Catalogue of Life:
- Ancylopsetta
- Cephalopsetta
- Citharichthys
- Cyclopsetta
- Etropus
- Gastropsetta
- Hippoglossina
- Paralichthys
- Pseudorhombus
- Syacium
- Tarphops
- Tephrinectes
- Thysanopsetta
- Xystreurys